# Metin I
Metin I ist eine osttimoresische Aldeia im Suco Bebonuk (Verwaltungsamt Dom Aleixo, Gemeinde Dili). 2015 lebten in der Aldeia 1866 Menschen.

## Lage und Einrichtungen

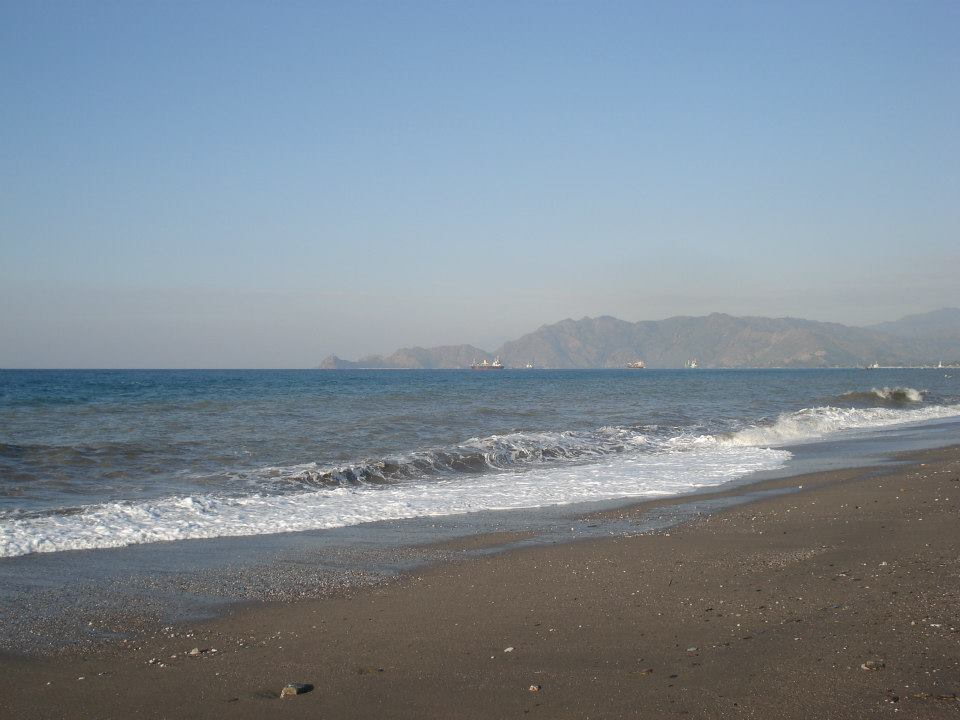
Strand in Faularan mit Blick auf die Ostseite der Bucht von Dili

Metin I liegt im Nordwesten des Sucos Bebonuk, am westlichen Ende der Bucht von Dili. Hier mündet der Rio Comoro ins Meer, der die Westgrenze von Metin I zum Suco Madohi bildet. Die Ostgrenze zur Aldeia Metin II folgt entlang der Rua de Bebonuk. Südlich liegen die Aldeias Metin IV und, südlich der Rua de Fau Laran, 20 de Setembro. An der Straße liegt die Grundschule Bebonuk.
Das Viertel am Ufer des Rio Comoro heißt Faularan (Mate Lahotu).